# MB Race
 (octobre 2018).
Si vous disposez d'ouvrages ou d'articles de référence ou si vous connaissez des sites web de qualité traitant du thème abordé ici, merci de compléter l'article en donnant les références utiles à sa vérifiabilité et en les liant à la section « Notes et références ».
La MB Race est un événement sportif français concentré autour du VTT.
Existant depuis 2010 sur les sentiers du domaine du Pays du Mont Blanc, sur les communes de Megève et Combloux en Haute-Savoie (74).
Elle a lieu chaque année le premier week-end de juillet.
Depuis maintenant quelques années, la MB Race s’est affirmée comme un rendez-vous majeur, aussi bien sur son territoire que dans le milieu du VTT, pour ses courses et ses parcours parcours aussi exigeants qu’époustouflants.
L’événement est ouvert à tous, passionnés ou amateurs de vélo, petits ou grands, entre amis ou en famille… Il y en a pour tous les goûts grâce aux 10 épreuves proposées.
Elle s'inscrit également comme une étape du Challenge MTB Alpine Cup, depuis 2019, et qui regroupe quatre événements en Europe : 
- Jura Bike Marathon - Suisse
- MB Race - France
- Grand Raid BCVS - Suisse
- La Forestière Bulls Bikes- France

## Les épreuves
L’événement de la MB Race propose huit épreuves :
| Nom                | Distances                 | Dénivelés                        | Particularités |
| ------------------ | ------------------------- | -------------------------------- | --- |
| MB Ultra Somfy     | 70 km, 100 km 140 km      | 3 500m D+, 5 000 m D+ 7 500 m D+ | Considérée comme la course la plus difficile au monde car c'est la seule course de 140 km et 7 000 m D+ en une journée. UCI Hors Classe                                                                          |
| MB Ultime          | 230 km                    | 11 000 m D+                      | Course en équipe de 2 coureurs -Temps maximum 36h - Attention inscription sur dossier[réf. nécessaire] |
| MB Explore         | 55 km                     | 2 800 m D+                       | |
| MB eRando ATMB     | 20 km 40 km               | 800 m D+ 1 500 m D+              | |
| MB Enduro          | 5 spéciales chronométrées |                                  | Attention inscription limité à 250 participants |
| MB First           | 20 km 35 km               | 800 m D+ 1 500 m D+              | Ouverte à partir de la catégorie cadet (15- 16 ans) uniquement pour la MB First 20 km |
| MB Kids            |                           |                                  | Poussins : 2014 et 2015 – 7 & 8 ans (dans l’année) Pupilles : 2012 et 2013 – 9 & 10 ans (dans l’année) Benjamins : 20010 et 2011- 11 & 12 ans (dans l’année) Minimes : 2008 et 2009 – 13 & 14 ans (dans l’année) |
| MB Kids Découverte |                           |                                  | L'épreuve 100% Loisir pour les enfants qui ne veulent pas tout de suite mettre un pied dans la compétition |
| MB Draisienne      |                           |                                  | Réservé aux enfants de 2 à 6 ans - Attention draisiennes non-fournies |
| MB FFT             | 20 km                     | 800 m D+                         | En collaboration avec le comité handisport de Haute-Savoie, randonnée ouverte aux personnes à mobilité réduite en fauteuil tout terrain électrique                                                               |

## Les éditions
| Numéro d'édition | Date                  | Lieu          | Vainqueur MB Ultra Somfy 140 | Temps   | Participants | Finishers |
| ---------------- | --------------------- | ------------- | ---------------------------- | ------- | ------------ | --------- |
| 1re              |                       | Megève        | Frédéric Frech               | 7 h 46  | 1 031        | 1         |
| 2e               | 9 et 10 juillet 2011  | Combloux      | Frédéric Frech               | 8 h 41  | 1 360        | 6         |
| 3e               | 7 et 8 juillet 2012   | Megève        | Frédéric Frech               | 10 h 25 | 1 605        | 25        |
| 4e               | 6 et 7 juillet 2013   | Combloux      | Arnaud Rapillard             | 9 h 55  | 1 711        | 59        |
| 5e               | 5 et 6 juillet 2014   | Megève        | Frédéric Frech               | 9 h 17  | 1 894        | 94        |
| 6e               | 4 et 5 juillet 2015   | Combloux      | Vincent Arnaud               | 9 h 5   | 2 027        | 137       |
| 7e               | 2 et 3 juillet 2016   | Megève        | Vincent Arnaud               | 9 h 48  | 2 179        | 89        |
| 8e               | 11 et 2 juillet 2017  | Combloux      | Urs Huber                    | 9 h 57  | 2 349        | 71        |
| 9e               | 7 et 8 juillet 2018   | Megève        | Urs Huber                    | 8 h 44  | 2 537        | 266       |
| 10e              | 6 et 7 juillet 2019   | Combloux      | Martin Roberto BOU           | 8 h 58  | 2 763        | 264       |
| 11e              | 4 et 5 juillet 2020   | Megève        | ANNULE (cause covid-19)      | -       | -            | -         |
| 12e              | 17 et 18 juillet 2021 | Demi-Quartier | Urs Huber                    | 9 h 04  | 2924         | 182       |
| 13e              | 1 > 3 juillet 2022    | Megève        | Rémy Gros Lambert            | 9 h 12  | 2851         | 234       |

## MTB Alpine Cup
Les épreuves de la MTB Alpine Cupc'est :
- L'arc alpin comme terrain de jeux : La MB Race en France, le Grand Raid BCVS en Suisse et la Forestière en France ont décidé de se regrouper pour lancer un défi de taille dans l'univers du VTT Marathon : le Challenge MTB Alpine Cup .
- Approuvées par l'UCI : La MB Race, le Grand Raid BCVS et la Forestière font toutes parties du circuit UCI Marathons Series. La MTB Alpine Cup n'est pas une coupe du monde bis mais plutôt un challenge incluant les plus belles épreuves VTT Marathon en Europe.
- Qui sera le King, qui sera la Queen ? Ce challenge propose de repousser les limites encore plus loin ! Les pilotes vont se livrer 3 batailles pour tenter de monter sur le trône et devenir le roi ou la reine du Challenge MTB Alpine Cup, soit 365 km et 15 000 m de dénivelés positifs cumulés sur ces 3 épreuves, la MTB Alpine Cup est un défi hors-norme.